# 鄒守嘗
鄒守嘗（1606年—1642年），原名守常，避明光宗諱改名守嘗，號繹堂，江西南昌府豐城縣人，明朝政治人物。

## 生平
天啟七年（1627年）丁卯科江西鄉試第五十六名舉人，崇禎十年（1637年）中式丁丑科會試第一百十一名，三甲第一百名進士。都察院觀政，十一年（1638年）授常熟縣知縣，同年被論劾，十三年（1640年）謫福建按察司檢校，十四年（1641年）升泰寧縣知縣，十五年（1642年）去世。

## 家族
曾祖鄒琥，知縣；祖父鄒楷，廩生；父鄒文粹，庠生。